# Cep rogenc
El cep rogenc (Boletus pinophilus), també anomenat cep dels pins i cep vermellós és un bolet comestible de la família de les boletàcies. Es caracteritza pel color vermellós fosc del barret, la superfície rugosa, gens greixosa i com enfarinada en el jove (pruïnosa).

## Taxonomia
Va ser descrit com Boletus edulis var. pinicola pel naturalista italià Carlo Vittadinil'any 1835. El micòleg italià Carlo Antonio Venturi li va donar categoria d'espècie l'any 1863 (Boletus pinicola).
Aquest binomi ja s'havia aplicat anteriorment al fong que ara es coneix com a Fomitopsis pinicola, fet que l'invalidava. Per aquesta raó els micòlegs txecs Albert Pilát i Aurel Dermek li varen designar un nom nou, Boletus pinophilus.
El cep rogenc pertany a la secció Boletus del gènere Boletus, un complex d'unes 25 espècies que constitueix un grup monofilètic estès primordialment a l'Hemisferi Nord. A banda, aquests estudis han demostrat que el cep rogenc és una espècie ben delimitada tant pel que fa a les dades morfològiques com genètiques.

## Iconografia
Marchand A., Champignons du Nord et du Midi. 1: 62 (1971), com Boletus pinicola.
Muñoz JA., Boletus s.l.: Pl. 21-23, com B. aestivalis. (2005)
Assyov B., Boletales.com.(2025)
Kibby G., British Boletes, Ed. 6: 17 (2013)
Tabares M., Bolets de Catalunya V, Lam. 209 (1986)

## Descripció
Bolet de gran a molt gran, carnós; barret de 5-25 (35) cm de diàmetre; de jove globós, hemisfèric, més tard convex i, en madurar, aplanat; superfície no separable, de seca a untuosa, coberta d'una fina pruïna que li dona aspecte d'enfarinada; de color vermell fosc o bru vermellós a vermell molt fosc; marge prim, excedent.
Tubs d'adnats a annexes; groc pàl·lid de joves, de groc a oliva en madurar; porus fins, 2 per mm; irregularment arrodonits; blanquinosos a l'inici, més tard groguencs, no canvien de color al frec, farcits de joves i coberts per una capa de hifes blanques que desapareix en madurar.
Cama robusta, obesa en el jove, de 6-18 x 1,7-3,2 a la part superior, 3,5-5,5 al peu; superfície brunenca, ornamentada amb un reticle extens, de blanquinós a bru.
Carn blanca, immutable, vinosa sota la cutícula; ferma però en madurar esdevé blana al barret; tast suau, olor dolça, poc apreciable.
Espores fusiformes, subcilíndriques en visió lateral; de 13-19 x 4,5-6,5 μm, Q =2,6-3,6, Qav = 2,8-2,9.

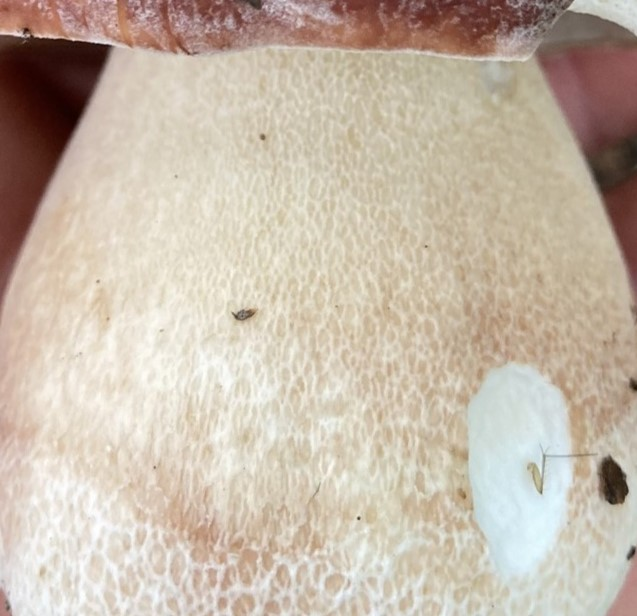
Detall de l'ornamentació de la cama del cep rogenc (Boletus pinophilus)

## Hàbitat
Solitari o en grups; comú; creix en sòls àcids a neutres, força secs, sorrencs; des de l'estatge subalpí al montà; ectomicorrízic; associat a diverses espècies del gènere Pinus, principalment pi roig i pi negre, també pinassa, pinastre i pi insigne, més rar en avet i pícea, algun cop vora planifolis (faig, castanyer i roures).
Primerenc, sol ser dels primers ceps en aparèixer, sovint a finals de primavera i, posteriorment, de finals d'estiu fins a finals de tardor.

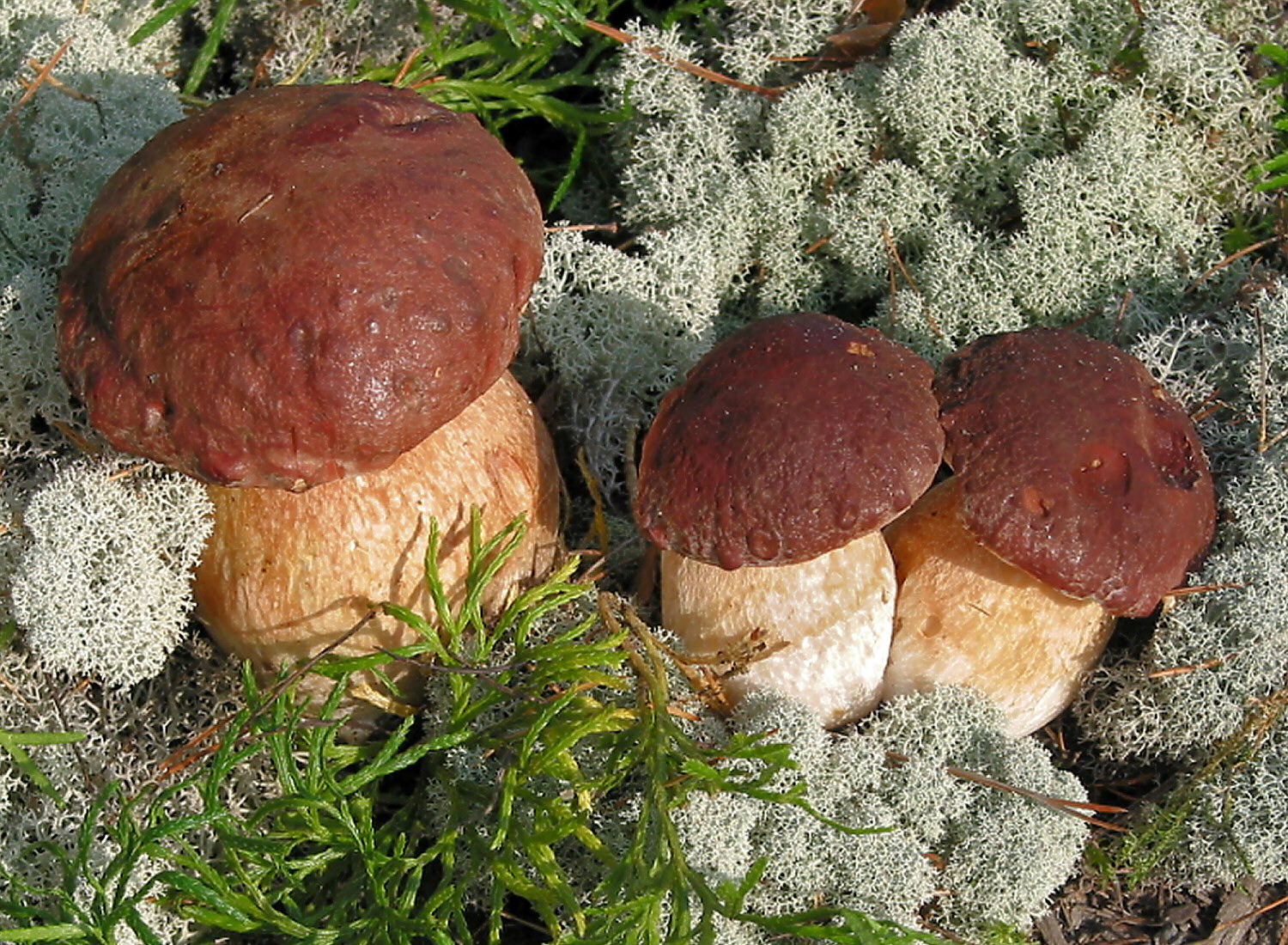

## Distribució geogràfica
Bolet de zones temperades de l'Hemisferi Nord. Es coneix de: Europa, Turquia, Ucraïna i Rússia; es considera exòtic a l'est d'Amèrica del Nord, Guatemala, Xile, Nova Zelanda, Mèxic i  Sud-àfrica.

## Espècies semblants
El cep (Boletus edulis) pot créixer en els mateixos boscos, té la superfície del barret greixosa, menys rugosa i menys vermellosa. El sureny (Boletus aereus) és de boscos de planifolis, des de l'estatge montà a la terra baixa, és més meridional, de sòls àcids i calcaris, té la superfície del barret finament vellutada, no rugosa i gairebé negre.
El cep d'estiu (Boletus reticulatus) es diferencia de tots els anteriors pel color bru pàl·lid del barret, la superfície seca, finament tomentosa i, sovint, clivellada. És micorrízic de faig, roures, avellaner i til·ler.

## Usos

### Composició
És fins a un 90% d'aigua. Els components principals de l'aroma són alcohols insaturats, principalment 1-octen-3-ol, 2-octen-1-ol, 3-octanona, (E)-2-octenal, 1-octen-3-one, 1,7,7-trimetil-heptan-2-one, àcid 2-propenoic i 1,3-octadiè. A diferència del cep (Boletus edulis), el cep rogenc té una menor concentració de 1-octen-3-ol.
Se sap que el cep rogenc és un bioacumulador de metalls pesants com mercuri, cadmi i seleni.  Pel que es recomana evitar collir bolets de vora les carreteres i zones contaminades. A més, s'han d'eliminar els porus, ja que contenen les concentracions més altes de contaminants.

### Gastronomia
Excel·lent comestible. Algunes persones no el toleren quan es consumeix laminat i amanit en cru. Admet la congelació en cru un cop el bolet ha estat laminat.